# Crescete e moltiplicatevi
Crescete e moltiplicatevi è un film italiano del 1973 diretto da Giulio Petroni.